# Nakayama Grand Jump
Il Nakayama Grand Jump (中山グランドジャンプ) è una corsa a ostacoli di cavalli giapponese, che si tiene ogni anno a metà aprile all'ippodromo di Nakayama . È per purosangue, quattro anni e più, che corrono a una distanza di 4250 m.
Con una borsa di oltre 142.660.000 di yen (circa 1,3 milioni di dollari), il Nakayama Grand Jump è una delle gare di siepi più ricche del mondo.
La gara, che si è svolta come "primavera Nakayama Daishogai " fino al 1998, è stata disputata per la prima volta nel 1999. La sua distanza era di 4100 m fino al 2000.
È una delle due gare di siepi di I grado su erba giapponese; l'altro è il Nakayama Daishogai, che utilizza lo stesso ippodromo con una configurazione leggermente diversa.
La gara si svolge sul percorso a siepi di Nakayama, che segue un percorso tortuoso all'interno dell'ippodromo su una serie di salti, pendenze e discese. Anche il percorso sterrato viene attraversato più volte. All'ultimo giro, con circa 1200 A m (3/4 di miglio) rimanenti, i cavalli entrano nel percorso in erba esterna lungo il backstretch per gli ultimi tre salti della gara.
La gara è stata vinta cinque volte da corridori stranieri: St Steven (Nuova Zelanda 2002), Karasi (Australia 2005, 2006, 2007) e Blackstairmountain (Irlanda 2013).
| Anno     | Vincitore          | Età | Fantino              | Allenatore      | Proprietario                | Tempo   |
| -------- | ------------------ | --- | -------------------- | --------------- | --------------------------- | ------- |
| 1999(*1) | Mejiro Pharaoh     | 6   | Takashi Oehara       | Yokichi Okubo   | Mejiro Shoji co.            | 4:56.2  |
| 2000     | Gokai              | 7   | Yoshiyuki Yokoyama   | Hiroyuki Gohara | Kei Yoshihashi              | 4:43.1  |
| 2001     | Gokai              | 8   | Yoshiyuki Yokoyama   | Hiroyuki Gohara | Kei Yoshihashi              | 4:52.3  |
| 2002     | St Steven          | 8   | Craig Thornton       | John Wheeler    | John Wheeler                | 4:50.9  |
| 2003     | Big Taste          | 5   | Katsuyoshi Tsuneishi | Tadashi Nakao   | Big co.                     | 4:48.9  |
| 2004     | Blandices          | 7   | Takashi Oehara       | Tatsuo Fujiwara | Sunday Racing Co. Ltd.      | 4:47.0  |
| 2005     | Karasi             | 10  | Brett Scott          | Eric Musgrove   | Pearse Morgan               | 4:50.4  |
| 2006     | Karasi             | 11  | Brett Scott          | Eric Musgrove   | Pearse Morgan               | 4:50.8  |
| 2007     | Karasi             | 12  | Brett Scott          | Eric Musgrove   | Pearse Morgan               | 4:50.4  |
| 2008     | Maruka Rascal      | 6   | Makoto Nishitani     | Yutaka Masumoto | Kawacho Sangyo              | 4:57.7  |
| 2009     | Spring Ghent       | 9   | Yuzo Shirahama       | Akihiko Nomura  | Haruo Kato                  | 4:49.1  |
| 2010     | Merci Mont Saint   | 5   | Yosuke Kono          | Kohei Take      | Mitsuishi Farm              | 5:03.5  |
| 2011(*2) | Meiner Neos        | 8   | Daichi Shibata       | Ryuichi Inaba   | K Thoroughbred Club Ruffian | 4:51.6  |
| 2012     | Majesty Bio        | 5   | Daichi Shibata       | Tsuyoshi Tanaka | Bio Co. Ltd.                | 5:02.9  |
| 2013     | Blackstairmountain | 8   | Ruby Walsh           | Willie Mullins  | Susannah Ricci              | 4:50.5  |
| 2014     | Apollo Maverick    | 5   | Yusuke Igarashi      | Masahiro Horii  | Apollo Thoroughbred Club    | 4:50.7  |
| 2015     | Up To Date         | 5   | Mitsuaki Hayashi     | Shozo Sasaki    | Kazuo Imanishi              | 4:46.6  |
| 2016     | Oju Chosan         | 5   | Shinichi Ishigami    | Shoichiro Wada  | Chosan Co Ltd               | 4:49.64 |
| 2017     | Oju Chosan         | 6   | Shinichi Ishigami    | Shoichiro Wada  | Chosan Co Ltd               | 4:50.8  |
| 2018     | Oju Chosan         | 7   | Shinichi Ishigami    | Shoichiro Wada  | Chosan Co Ltd               | 4:43.0  |
| 2019     | Oju Chosan         | 8   | Shinichi Ishigami    | Shoichiro Wada  | Chosan Co Ltd               | 4:47.6  |
| 2020     | Oju Chosan         | 9   | Shinichi Ishigami    | Shoichiro Wada  | Chosan Co Ltd               | 5:02.9  |
| 2021     | Meisho Dassai      | 8   | Kazuma Mori          | Yuji Iida       | Yoshio Matsumoto            | 4:50.1  |
| 2022     | Oju Chosan         | 11  | Shinichi Ishigami    | Shoichiro Wada  | Chosan Co Ltd               | 4:52.3  |
| 2023     | Irogotoshi         | 6   | Yu Kuroiwa           | Kazuya Makita   | Gensho Uchida               | 4:54.1  |

(*1): La gara del 1999 era aperta solo a cavalli allenati da giapponesi.
(*2): A causa dello tsunami del 2011, la gara è stata posticipata al 2 luglio dello stesso anno, con una distanza di 4260 m. Solo per la gara di quest'anno la gara fu aperta anche a cavalli di tre anni. Il peso minimo fu cambiato a 61.5 kg per cavalli di tre anni e 63.5 per cavalli di quattro anni.